# A River in Egypt
A River in Egypt is de twaalfde aflevering van het achtste seizoen van de televisieserie ER, die voor het eerst werd uitgezonden op 17 januari 2002.

## Verhaal
Dr. Weaver wordt gedwongen om uit de kast te komen als Sandy Lopez haar passievolle kust tegenover haar collega's op de SEH.
Dr. Jing-Mei Chen krijgt haar baan terug nadat zij dreigt met een rechtszaak tegen het ziekenhuis. Dr. Weaver wil dit niet doen maar wordt gedwongen door dr. Romano.
Lockhart probeert haar buurvrouw te helpen tegen haar agressieve echtgenoot maar faalt hier jammer genoeg in.
Dr. Greene en dr. Corday hebben een meningsverschil of Rachel bij hen mag blijven wonen. Dr. Greene besluit haar in Chicago te houden onder zijn voorwaarden.
Dr. Carter heeft zijn handen vol om de vrede te bewaren tussen zijn vader en moeder die in een scheiding liggen. Zijn vader wil de scheiding doorzetten maar zijn moeder wil dat haar zoon helpt met een lijmpoging.
Dr. Lewis heeft een patiënt die in een dodencel zit voor een doodstraf, hij wil dat zij hem een niet reanimatie verklaring geeft. Ondertussen probeert zij hem te helpen als blijkt dat zijn bewakers hem mishandelen. 

## Rolverdeling

### Hoofdrollen
- Anthony Edwards - Dr. Mark Greene
- Hallee Hirsh - Rachel Greene
- Noah Wyle - Dr. John Carter
- Mary McDonnell - Eleanor Carter
- Michael Gross - John 'Jack' Carter jr.
- Laura Innes - Dr. Kerry Weaver
- Alex Kingston - Dr. Elizabeth Corday
- Paul McCrane - Dr. Robert Romano
- Sherry Stringfield - Dr. Susan Lewis
- Ming-Na - Dr. Jing-Mei Chen
- Maura Tierney - verpleegster Abby Lockhart
- Laura Cerón - verpleegster Chuny Marquez
- Conni Marie Brazelton - verpleegster Connie Oligario
- Gedde Watanabe - verpleger Yosh Takata
- Deezer D - verpleger Malik McGrath
- Lyn Alicia Henderson - ambulancemedewerker Pamela Olbes
- Michelle Bonilla - ambulancemedewerker Christine Harms
- Lisa Vidal - brandweervrouw Sandy Lopez
- Sharif Atkins - Michael Gallant
- Erica Gimpel - Adele Newman
- Troy Evans - Frank Martin

### Gastrollen (selectie)
- Ed Lauter - brandweercommandant Dannaker
- Jarrod Crawford - David 'Diamond Z' Zachary
- Efrain Figueroa - Julio Echevarria
- Yelba Osorio - Maria Echevarria
- Shan Omar Huey - CC
- Cyril O'Reilly - gevangene Mike Kinney
- Annika P. Smith - Aisha
- Richard Whiten - advocaat
- Christina Hendricks - Joyce Westlake
- Matthew Settle - Brian Westlake